# Жорж Сорель
Жорж Соре́ль (фр. Gorges Sorel, *2 листопада 1847, Шербур — †29 серпня 1922, Булонь-сюр-Сен) — французький філософ і соціолог, теоретик анархізму і революційного синдикалізму. Його вчення про необхідність «революційного міфу», що він опанував би масами і кликав би їх уперед, вплинуло на формування соціалістичної думки в Італії, зокрема на Антоніо Ґрамші, а також на ідеологів фашистського руху.

## Біографія
Жорж Сорель народився в Шербурі у родині збанкрутілого виноторговця. 1865 року поступив до Політехнічної школи (École polytechnique) в Парижі. Отримавши диплом інженера, він працював провідним інженером у Департаменті громадських робіт. Недовгий час працював на Корсиці. У 1891 році його нагородили орденом Почесного легіону. Наступного року він вийшов у відставку та переїхав до Булоні-сюр-Сен під Парижем, де жив до самої своєї смерті.
Ще наприкінці 1880-х він почав публікувати статті з різних галузей знань (гідрологія, архітектура, фізика, політична історія, філософія), написаних під впливом ідей Аристотеля та Ернеста Ренана. Але пізніше він почав вважати себе соціалістом і марксистом. Своїм знайомством з соціальною та політичною філософією він зобов'язаний самоосвіті — багато читав Віко, П. Ж. Прудона, К.Маркса, В.Джеймса, А.Бергсона (лекції останнього він також відвідував у Колеж де Франс).
Сорель утримувався від активної участі в політичному житті Франції, але активно виступав у пресі (зокрема у перших французьких теоретичних марксистських журналах «Ер нувель» і «Девенір сосіаль»), був відданим популяризатором ідей революційного соціалізму, вів листування з італійським філософом-марксистом Антоніо Лабріолою, економістом Вільфредом Парето та філософом-неогегеліянцем Бенедетто Кроче. У гучній справі Дрейфуса, що стрясало французьке суспільство у 1894-1906 роках, він виступив на захист засудженого.
Розчарувавшись у діяльності офіційної профспілки Загальна конфедерація праці, яка, на його думку, була занадто поміркованою у своїй тактиці, у 1909-1910 Сорель брав участь у роботі організації «Французька дія», хоча й не поділяв її політичної — монархічно-націоналістичної — програми. Він став одним із засновників «Гуртка Прудона» та одним з видавців журналу «Індепендас», в яких пропагувались ідеї революційного синдикалізму.
Французький публіцист виступив проти війни 1914 року і привітав Російську революцію 1917-го. У цей період він багато писав для італійських видань, і його авторитет у соціалістичних колах Італії був надзвичайно високим. Хоча він був затятим захисником більшовиків у 1917-1918, під кінець життя його ставлення до більшовизму — так само як і до фашизму — було не однозначним (що не завадило італійським фашистам називати його своєю предтечею).

## Ідейна спадщина
Спочатку Сорель був монархістом, але пізніше — на початку XX ст. — захопився марксизмом. Його ідеї слід розглядати в контексті боротьби за революційне оновлення марксизму, який у практиці тодішньої європейської соціал-демократії перетворився на ідеологічне прикриття реформістської політики «мирного вростання у соціалізм» (за словами німецького марксиста-ревізіоніста Едуарда Бернштайна).
Французький теоретик відкидав популярну на той час ідею загального політичного страйку як інструменту суспільно-політичних перетворень. Замість неї він пропагував ідею загального пролетарського страйку. Він не сприймав поєднання боротьби за демократію і соціалізм. Боротьбу за загальні демократичні права він вважав справою суто буржуазною. На його думку, участь робітників у загальному демократичному русі та їх членство у політичних партіях — в умовах панування буржуазії завжди буржуазних — затуманює цілі робітників та гальмує формування класової свідомості трудящих.
Він виступав з критикою всіляких соціальних утопій і протиставляв утопію як раціоналізовану хибну свідомість соціальному міфу як стихійному вираженню суспільних потреб. Міф в його творах постає радше не як оповідь про героїчне і втрачене минуле, а як ідея, що надихає на рух у майбутнє. Для Сореля синдикалістський загальний страйк, марксистська революція як величезна катастрофа, войовниче християнство, легенди про «Велику Французьку революцію» і спогади про Червневі дні 1848 року — це все міфи, що вони зворушують людей попри їх історичну дійсність. Соціальні міфи не описують, але виражають рішучість діяти.
Сорель говорив про неминучість у політичній боротьбі насильства, але виступав проти жорстокого і нерозбірливого насилля — насилля заради насилля. Застосування сили виправдане, лише якщо це відбувається з етичних позицій. Право на існування має тільки насильство «просвітлене ідеєю загального страйку», тільки насильство у класовій боротьбі. Французький синдикаліст стверджував неможливість виправдання насильства з філософської точки зору і на історичних прикладах показував, що вирішальним тут є етичний кодекс, який в свою чергу для різних історичних епох є різним. В революційну епоху, в часи класової боротьби таким кодексом є кодекс пролетарського революціонера.
Ідеї Сореля стали результатом намагання поєднати соціалізм з інтуїтивізмом французького філософа Анрі Бергсона. Він виступав проти детерміністського підходу в політиці, заперечував роль революційного авангарду (пролетарської партії). Вчення Сореля про необхідність революційного міфу, що він опанував би масами і кликав би їх уперед, вплинуло на формування соціалістичної думки в Італії, зокрема на Антоніо Ґрамші, а також на ідеологів фашистського руху.

## Цікавинки
- Напередодні першої світової війни (1914—1918) Сорель вклав свої заощадження в австро-угорські та російські цінні папери і після Жовтневої революції збанкрутував.[11] Це одначе не примусило його змінити своєї думки про Леніна як про великого революціонера, що успішно втілив на практиці міф про загальний пролетарський страйк.

## Основні твори
- Роздуми про насильство (Réflexions sur la violence, 1907)
- Розкладання марксизму (La Décomposition du marxisme, 1908)
- Дрейфусіянська революція (La Révolution dreyfusienne, 1908)
- Матеріяли до теорії пролєтаріяту (Matériaux d'une théorie du prolétariat, 1919)
- Листи Полю Делесалю (Lettres à Paul Delesalle 1914—1921)